# Leon Žlebnik
Leon Žlebnik, slovenski filozof, pedagog in psiholog,  * 29. januar 1918, Materija, † 7. september 2004, Ljubljana.

## Življenje
Klasično gimnazijo je obiskoval v Šentvidu pri Ljubljani (1929-1937). Na Filozofski fakulteti v Ljubljani je v letih 1937–1941 študiral filozofijo in pedagogiko in 1942 doktoriral z disertacijo Emocionalna struktura eudajmonije. Med vojno se je preživljal s priložnostnimi deli. Od septembra 1941 je sodeloval z OF in bil zaradi tega interniran v Gonarsu (1942-1943). Po osvoboditvi je do 1946 delal pri Propagandni komisiji IOOF in v knjižnici oddelka za zdravstveno vzgojo pri Minstrstvu za zdravstvo v Ljubljani. V letih 1946-1975 je bil višji predavatelj za pedagogiko in psihologijo na Višji pedagoški šoli (pozneje Pedagoška fakulteta v Ljubljani), nato je do 1988 predaval na Fakulteti za organizacijske vede v Kranju, od 1978 kot redni profesor za pedagoško antropologijo dela z zgodovino pedagogike in pedagoško psihologijo. V raziskovalnem delu se je posvetil predvsem raziskavam teorije vzgoje, obče zgodovine pedagogike, družinske vzgoje, razvojne psihologije in etike medsebojnih odnosov. 

## Delo
Napisal je več knjig: 
- Obča zgodovina pedagogike. 1955 (albanski Priština 1959, 1964)[1] (COBISS)
- Ljudje med seboj, I & II (1955),[2]
- Izbrani teksti pedagoških klasikov (1956),
- Psihologija otroka in mladostnika I (1960) & II (1963),
- Da bi se bolje razumeli (1963),
- Vajino ljubezensko zorenje (1966),
- Vzgoja in izobraževanje (1980).[1]

Strokovne članke je objavljal v domačih in tujih pedagoških revijah.